# Баррьер, Теодор
Теодор Баррьер (фр. Théodore Barrière; 1825, Париж — 1877, Париж) — французский драматург.

## Жизнь и творчество
Родился в 1823 или 1825 году. Принадлежал к семейству картографов военного ведомства и, продолжая династию, девять лет отдал этой службе, однако успех написанного им водевиля показал Баррьеру его истинное призвание. Он подписал контракт и в течение следующих тридцати лет (самостоятельно или в сотрудничестве) написал более ста театральных пьес.
В 1849 году создал, совместно с Анри Мюрже, пьесу «Жизнь богемы» (La Vie de bohème) на основе «Сцен из жизни богемы» Мюрже, пользовавшуюся большим успехом.
Ряд произведений написал в соавторстве с драматургом Адрианом Декурселем.